# Do What U Like
Do What U Like è il singolo di debutto nel mercato discografico mondiale della boy band britannica Take That e loro primo singolo lanciato in Regno Unito.

## Video
Il video mostra i componenti della band sbizzarrirsi in performance indecenti ed irreverenti, ricoprendosi seminudi con gelatina. Si distendono completamente nudi sul pavimento, con le natiche in bella mostra, mentre una ragazza indaffarata le spazzola a turno con una scopa. Realizzato senza alte pretese a un budget scarsissimo, è stato bandito dalle reti musicali per via della non indifferente ostentazione di nudità, nonché ostracizzato dalla programmazione diurna e pomeridiana. La sua unica visione è concessa nell'allora programma The Hit Man and Her di Pete Waterman, in tv in tarda serata.
I componenti della band hanno in seguito rinnegato il video e la canzone, dichiarando di vergognarsene.